# Cryptanthus ubairensis
Cryptanthus ubairensis är en gräsväxtart som beskrevs av Ivón Mercedes Ramírez Morillo. Cryptanthus ubairensis ingår i släktet Cryptanthus, och familjen Bromeliaceae. Inga underarter finns listade i Catalogue of Life.